# Molenwaard

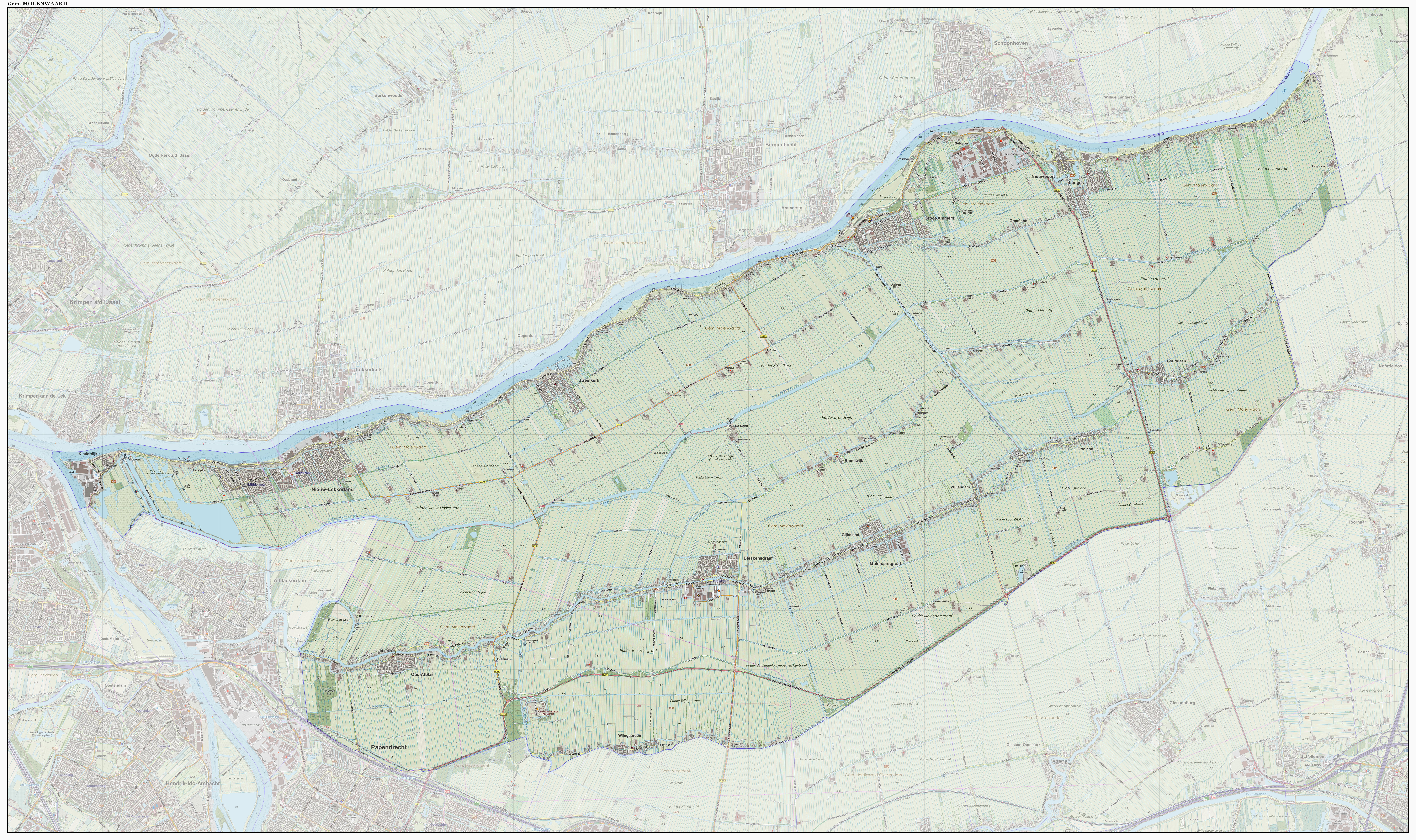
Topografische kaart van de voormalige gemeente Molenwaard

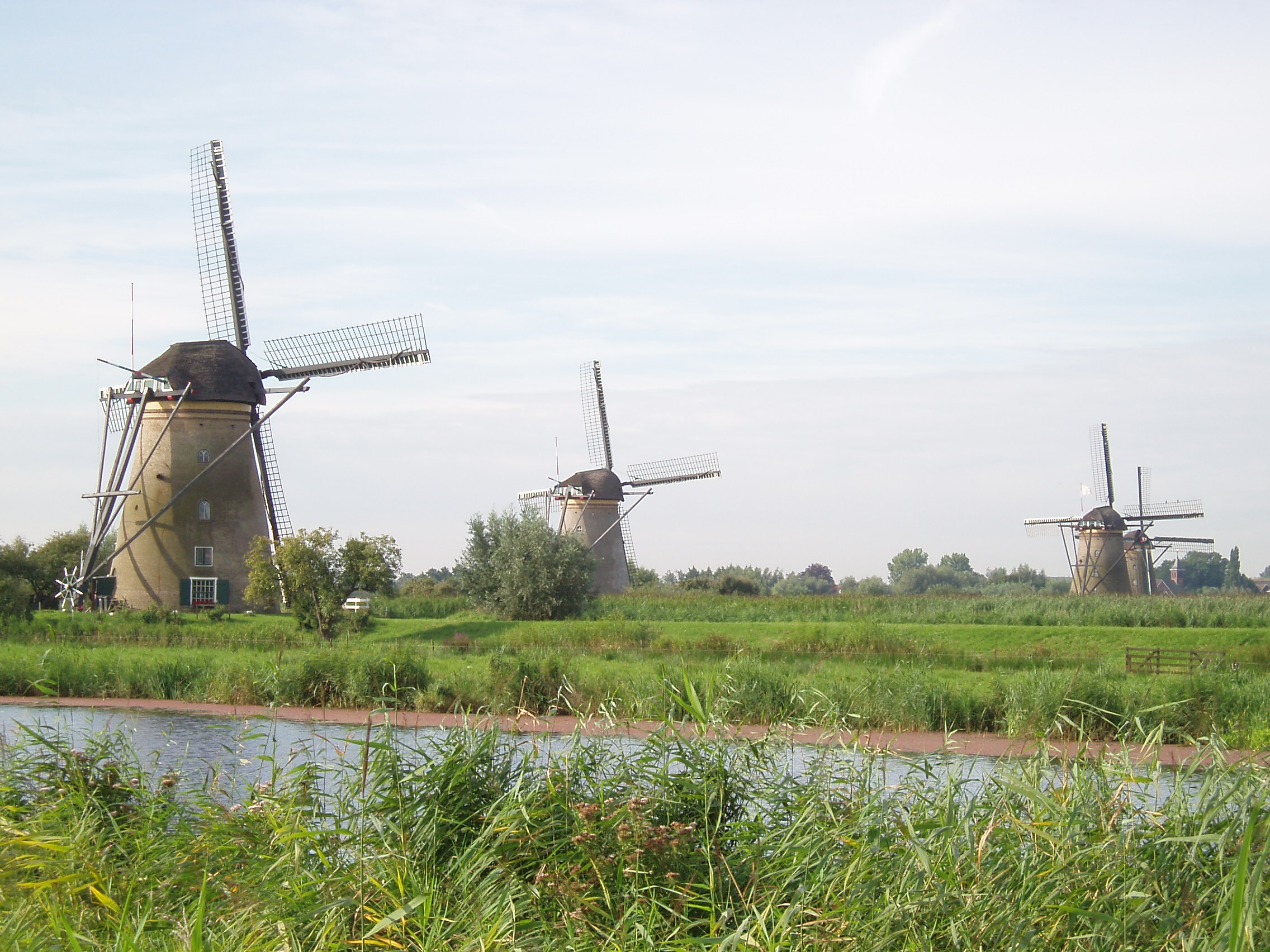
Kinderdijkse molens

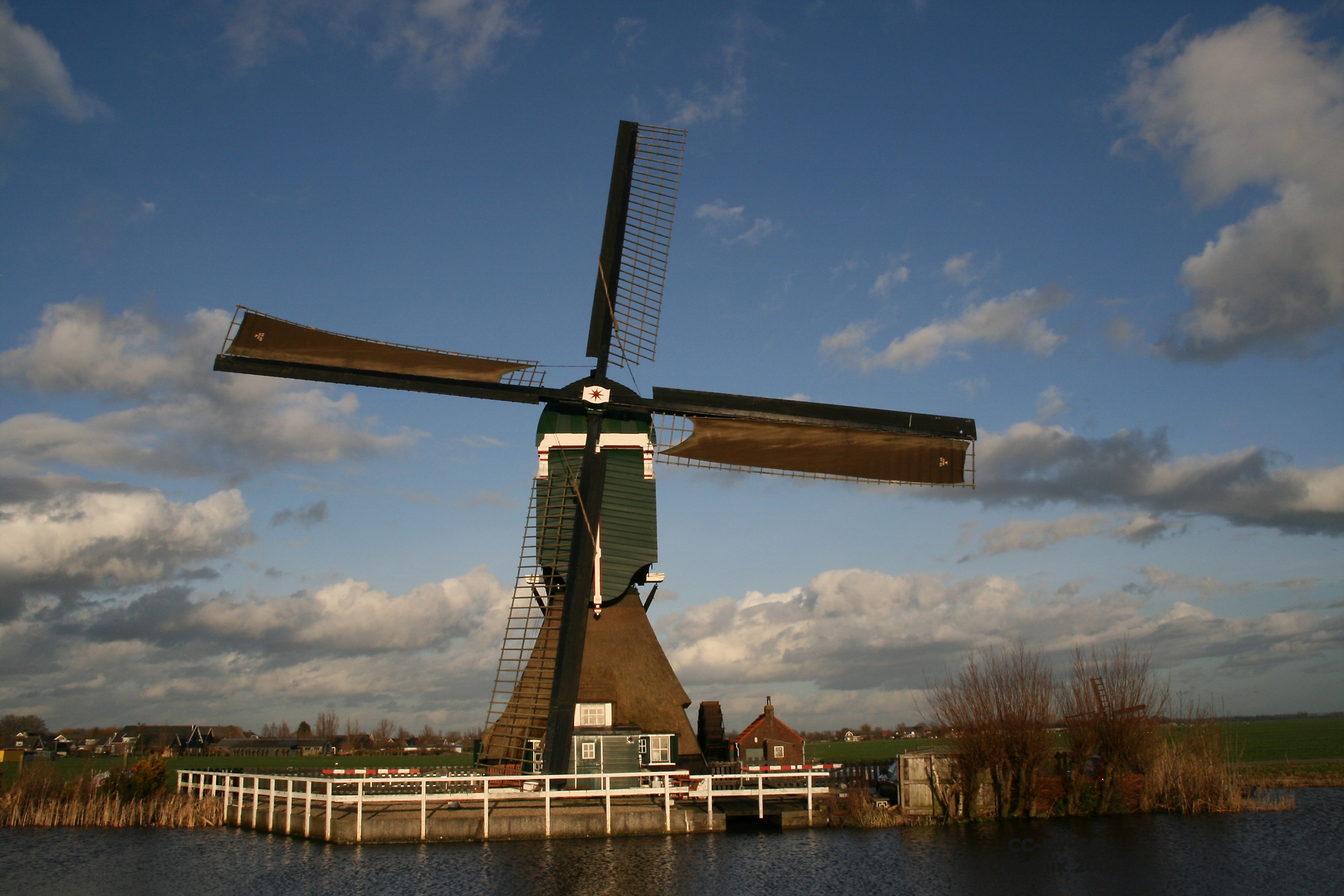
De Gelkenes Molen

Molenwaard is een voormalige Nederlandse gemeente die op 1 januari 2013 werd ingesteld door samenvoeging van de Zuid-Hollandse gemeenten Graafstroom, Liesveld en Nieuw-Lekkerland. Op 1 januari 2019 is de gemeente gefuseerd met Giessenlanden, de gemeentes vormen sindsdien samen de gemeente Molenlanden.
De gemeente had een sterke orthodox-protestantse inslag, onder andere af te lezen aan de dominantie van de confessionele partijen in de lokale politiek, en werd tot de Bijbelgordel gerekend.

## Geografie
Gelegen in het noorden van de Alblasserwaard herbergde de gemeente ongeveer 29.000 inwoners op een oppervlakte van circa 126 km². De noordgrens werd gevormd door de rivier de Lek.
Molenwaard was een plattelandsgemeente en dankte haar naam aan de talloze windmolens die op haar grondgebied staan, waaronder de befaamde Kinderdijkse molens. Op haar grondgebied ontspringt het riviertje de Alblas annex de Graafstroom, die pas na Oud-Alblas de gemeente verlaat.

### Kernen

#### Stad
Nieuwpoort

#### Dorpen
- Bleskensgraaf, Brandwijk, Goudriaan,
- Groot-Ammers, Kinderdijk, Langerak,
- Molenaarsgraaf, Nieuw-Lekkerland,
- Ottoland, Oud-Alblas, Streefkerk en
- Wijngaarden.

#### Buurtschappen
- De Donk, Gelkenes, Gijbeland,
- Graafland, Hofwegen, Kooiwijk,
- Liesveld, Vuilendam en Waal.

### Aangrenzende gemeenten
| Aangrenzende gemeenten | Aangrenzende gemeenten | Aangrenzende gemeenten             | Aangrenzende gemeenten | Aangrenzende gemeenten |
| ---------------------- | ---------------------- | ---------------------------------- | ---------------------- | ---------------------- |
|                        |                        | Krimpenerwaard                     |                        |                        |
|                        |                        |                                    |                        |                        |
| Alblasserdam           | Zederik                |                                    |                        |                        |
|                        |                        |                                    |                        |                        |
| Papendrecht            |                        | Sliedrecht, Hardinxveld-Giessendam |                        | Giessenlanden          |

## Herindeling en gevolgen
De eerste gesprekken van een samenvoeging dateren uit 2008 en volgden uit een samenwerkingsproces waar ook de gemeente Giessenlanden aan deelnam. Dit eerste initiatief, gestart in 2007, ging echter ten onder aan onverenigbare standpunten over het niveau van samenwerking. De gemeente Nieuw-Lekkerland blies de gesprekken kort erna weer nieuw leven in, maar nu zonder Giessenlanden.
De gemeentebesturen van Graafstroom, Liesveld en Nieuw-Lekkerland volgden een andere route van herindeling dan gebruikelijk. Doorgaans fuseren gemeenten eerst en volgen daarna de ambtelijke organisaties. Molenwaard kreeg een organisatie (met de werknaam De Waard) die al per 1 juli 2009 functioneert (effectief sinds 1 september 2009). 1 september 2009 is ook datum van ingebruikname van het Gemeentekantoor aan het Melkwegplein te Bleskensgraaf. De periode tussen 1 juli 2009 en 1 januari 2013 stond in het teken van modernisering van de dienstverlening en het klaar maken van de organisatie voor de nieuwe gemeente Molenwaard. De gemeenten Giessenlanden en Molenwaard hebben in november 2016 besloten om te fuseren. De fusie kreeg haar beslag op 1 januari 2019.

## Politiek
Op 21 november 2012 waren er gemeenteraadsverkiezingen voor de eerste gemeenteraad van de nieuwe gemeente, die per 2 januari 2013 geïnstalleerd is.
| Gemeenteraadszetels         | Gemeenteraadszetels |
| Partij                      | 2012                |
| --------------------------- | ------------------- |
| SGP                         | 5                   |
| CDA                         | 5                   |
| ChristenUnie                | 4                   |
| PvdA                        | 3                   |
| Gemeentebelangen Molenwaard | 2                   |
| VVD                         | 2                   |
| Totaal                      | 21                  |
| Opkomst                     | 60,35%              |

De laatste burgemeester was Dirk van der Borg (CDA).

## Cultuur

### Monumenten
De gemeente telde een aantal rijksmonumenten, gemeentelijke monumenten en oorlogsmonumenten, zie:
- Lijst van rijksmonumenten in Molenwaard
- Lijst van gemeentelijke monumenten in Molenwaard
- Lijst van oorlogsmonumenten in Molenwaard

### Kunst in de openbare ruimte
In de gemeente Molenwaard warenn diverse beelden, sculpturen en objecten geplaatst in de openbare ruimte, zie:
- Lijst van beelden in Molenwaard